# 福岡県道46号久留米停車場線
福岡県道46号久留米停車場線（ふくおかけんどう46ごう くるめていしゃじょうせん）は、福岡県久留米市を通る県道（主要地方道）である。

## 概要
福岡県久留米市城南町の久留米駅から久留米市通東町の通町交差点（国道3号交点）に至る。
本道路は国道3号と久留米駅を直線的に結んでいる。西鉄久留米駅前とJR久留米駅近くを結ぶ「明治通り」（国道209号、国道264号の一部からなる）とともに久留米市中心部を東西に走る大通りの一つであり、交通量が比較的多いことから全区間片側2車線となっている。
終点の通東町交差点から北西方向に進み、本線の途中で久留米市役所を通過して日吉神社前で駅前のけやき通りに合流する。

### 路線データ
- 起点：福岡県久留米市城南町（JR久留米駅東口交差点（JR九州鹿児島本線・久大本線・九州新幹線 久留米駅前）、福岡県道753号一丁田久留米停車場線終点）
- 終点：福岡県久留米市通東町（通東町交差点、国道3号交点）

## 歴史
- 1993年（平成5年）5月11日 - 建設省から、県道久留米停車場線が久留米停車場線として主要地方道に指定される[1]。

## 路線状況

### 別名
- 通町通り（久留米市）
- 昭和通り（久留米市）

## 地理

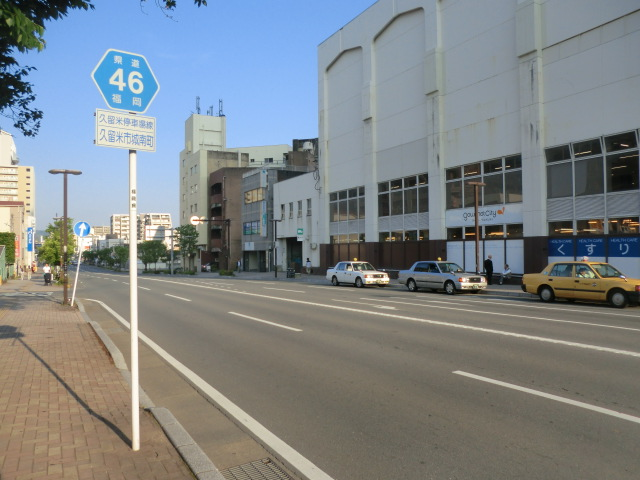
久留米市城南町（起点）

### 通過する自治体
- 久留米市

### 交差する道路
| 交差する道路                             | 交差する場所 | 交差する場所                |
| ---------------------------------------- | ------------ | --------------------------- |
| 福岡県道753号一丁田久留米停車場線        | 城南町       | JR久留米駅東口交差点 / 起点 |
| 福岡県道・佐賀県道17号久留米基山筑紫野線 | 中央町       | 市役所西交差点              |
| 国道3号                                  | 通東町       | 通東町交差点 / 終点         |

### 沿線
- JR九州鹿児島本線・久大本線・九州新幹線 久留米駅
- 久留米市役所
- 久留米市商工会館・久留米市保健所
- 福岡地方裁判所久留米支部
- 久留米第一病院